# Kropsskema
 Der er for få eller ingen kildehenvisninger i denne artikel, hvilket er et problem. Du kan hjælpe ved at angive troværdige kilder til de påstande, som fremføres i artiklen.

Kropsskemaet er inden for en psykologisk og filosofisk tradition betegnelsen for kroppens sub-personlige, ikke-bevidste og anonyme fungeren i verden. Ved skema forstås ikke en idé eller repræsentation af kroppen, men en prækonceptuel, taktisk handleviden om kroppens aktuelle og mulige position i det levede rum. Det er kropsskemaet, der styrer os gennem haven med dens forhindringer samtidig med, at vi ubesværet kan tale med vores ledsager om gårsdagens hændelser. Kropsskemaet er vores tavse viden om kroppen som en funktionel, virksom helhed rettet mod og ind af den omverden, det er taktisk greb om.  
Vi ved, hvor vores lemmer er og deres indbyrdes placering og kender deres funktionelle værdi, uden at vi behøver at kigge efter dem eller indgå i reflekterede overvejelser herom. 
Kroppen er ikke udstukket i et objektivt rum, men oplevet med reference til den måde, hvorpå den som en funktionel helhed indgår i specifikke projekter i omverdenen.
Kropsskemaet er samtidig dynamisk derved, at når man lærer noget nyt, eksempelvis en kompleks sensomotorisk aktivitet som at gå, udvides skemaet sammen med ens taktiske viden eller mulighedsfelt. Dele af kropsskemaet svarer således til, hvad der undertiden kaldes for procedural viden. 
Kropsskemaet må opstå i et samspil mellem synssansen, stillingssansen og berøringssansen samt motoriken. 
I denne sammenhæng er det vigtigt at understrege forskellen mellem kropsskemaet og det såkaldte kropsbillede. Kropsbilledet refererer til subjektets perceptuelle oplevelse af sin egen krop samt hans konceptuelle (herunder mytologiske og/eller videnskabelige viden) og emotionelle holdning til sin egen krop.